# Altlengbach
Altlengbach es una localidad del distrito de Sankt Pölten, en el estado de Baja Austria, Austria, con una población estimada a principio del año 2018 de 2927 habitantes. 
Se encuentra ubicada en el centro del estado, al sur del río Danubio y al oeste de Viena.
Su área municipal (Gemeindegliederung) comprende 26 localidades:
- Altlengbach
- Audorf
- Außerfurth
- Gottleitsberg
- Großenberg
- Gschaid
- Haagen
- Hart
- Hocheichberg
- Höfer
- Innerfurth
- Kienberg
- Kleinberg
- Kogl)
- Leitsberg
- Lengbachl
- Linden
- Maiß incluyendo Kaltenberg y Steineckl
- Manzing
- Nest
- Öd
- Ödengraben
- Pamet
- Schoderleh
- Steinhäusl
- Unterthurm